# Palazzo comunale (Modène)
Pour les articles homonymes, voir Palazzo comunale.
Le Palazzo comunale (en italien : Palazzo Comunale di Modena) est l’hôtel de ville de Modène qui ferme les côtés est et nord de la Piazza Grande ; il est le siège de la municipalité de Modène.

## Couloir menant à l’hôtel de ville

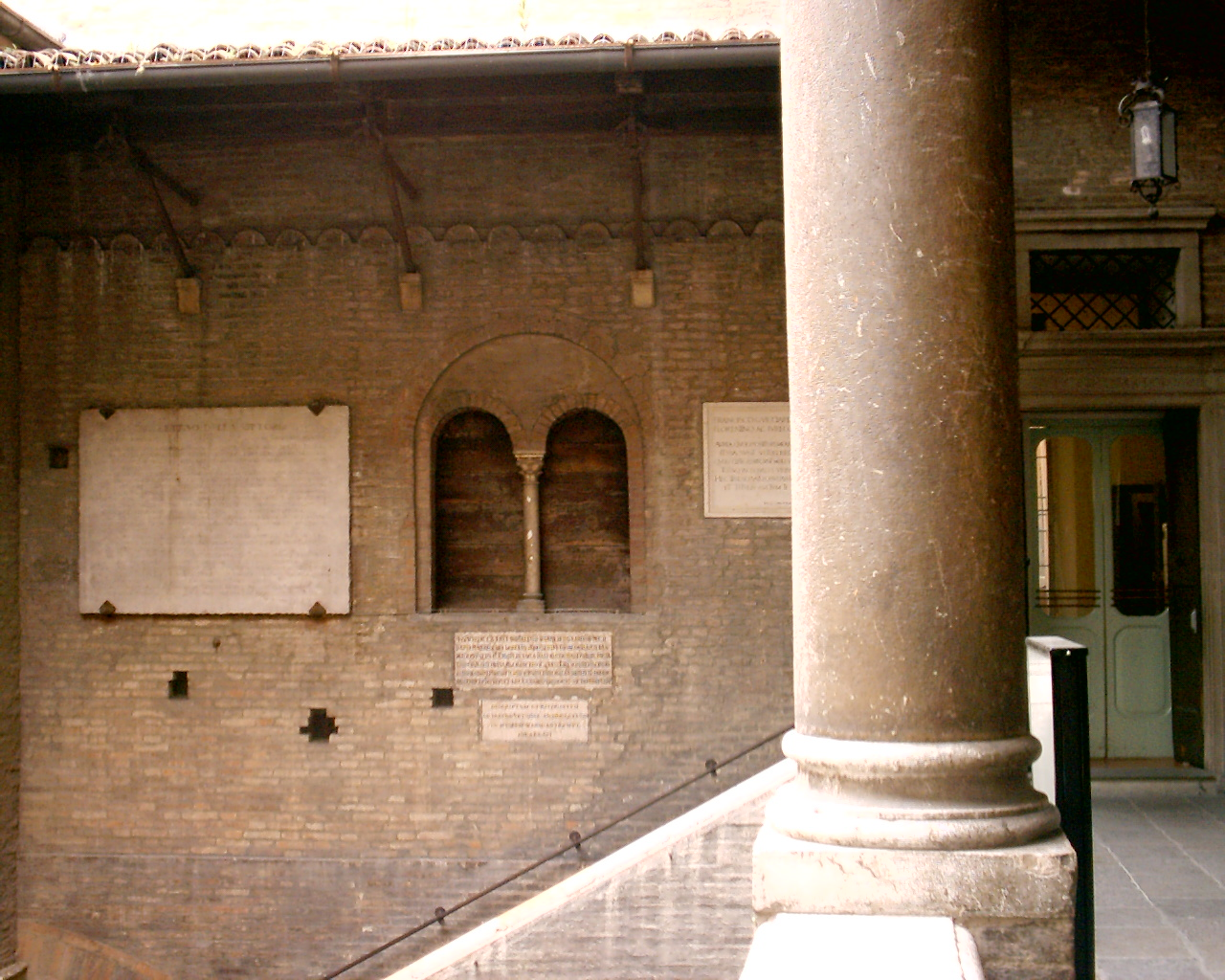
Ancienne tour de l'hôtel de ville.

L'entrée principale se trouve sous les arcades de la Piazza Grande : c’est au premier arc du portique à l'est que s’ouvre le grand escalier qui mène à l'entrée de la loggia d'époque Renaissance, qui mène à l’hôtel de ville.
Grâce à un couloir décoré avec des œuvres de peintres de Modène de la seconde moitié du XIXe siècle, peut être visitée sur le côté droit de l'ascenseur, la Sala della Torre Mozza, ainsi appelé puisqu'on peut y voir le mur d'une ancienne tour de la ville qui témoigne des origines médiévales de la mairie.

## Sala della Torre Mozza

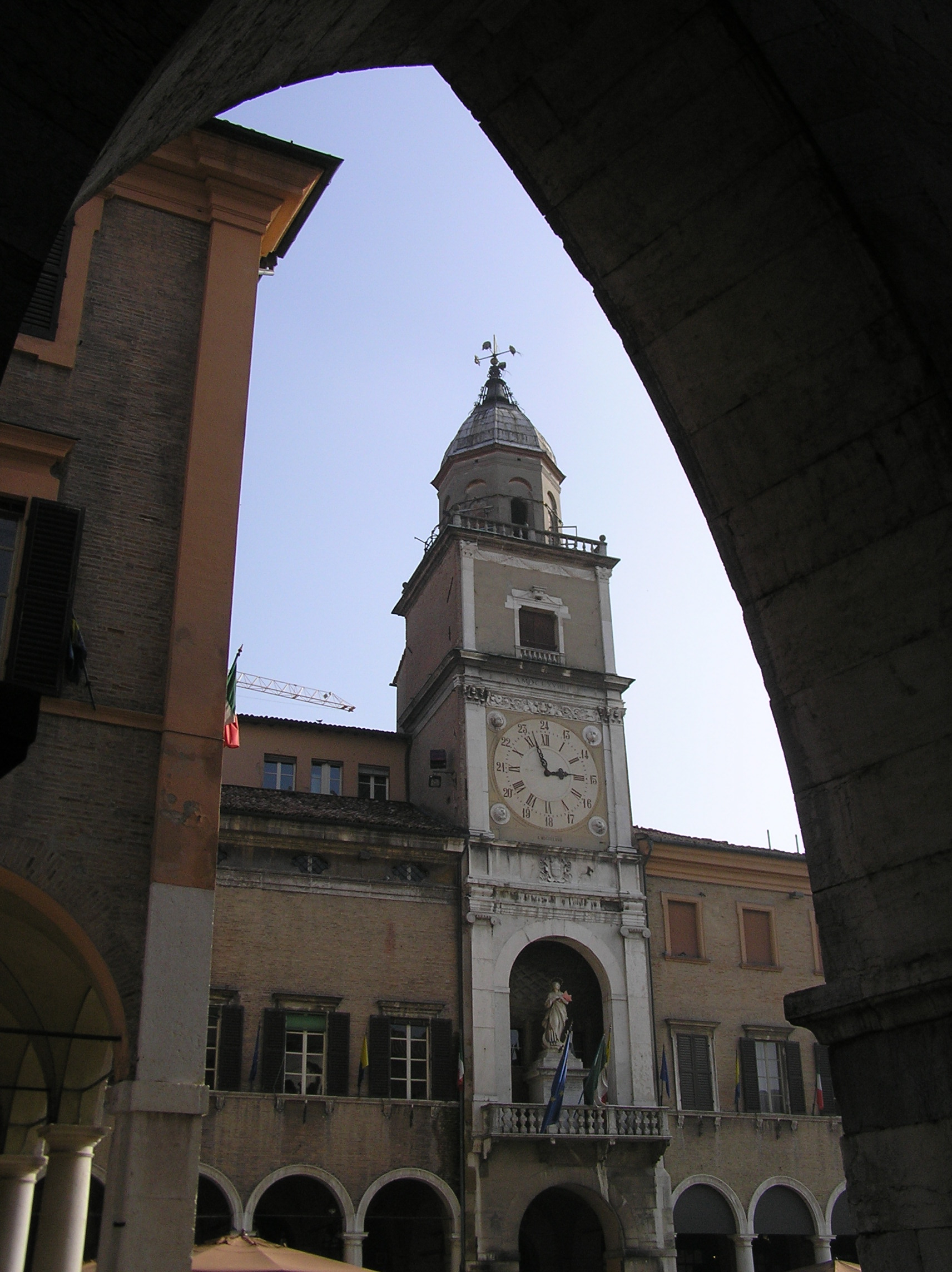
Torre Mozza

La Tour de l'Horloge a été construite entre la fin du XVe et au début du XVIe siècle. En 1480, l'horloge a été décorée avec les armoiries de la maison d'Este par Francesco Bianchi Ferrari. En 1508, la coupole octogonale au sommet de la tour a été érigée, par Bartolomeo Bonascia, et en 1520 a été construite la balustrade qui couronne le massif quadrangulaire. En 1730, une nouvelle horloge réalisée par Ludovico Riva a été installée, et en 1868 Louis Gavioli a conçu les deux cadrans toujours présents sur les façades du bâtiment : l’un donnant sur la Piazza Grande et l'autre sur la Piazzetta de Ova, distants de moins de 40 mètres mais les deux fonctionnant avec le même mécanisme.
En 1761, Domenico Puttini construit la balustrade de marbre qui entoure le balcon de l'Immaculée Conception. La statue de la Vierge y a été placée en 1805 ainsi qu’une autre statue de la Vierge et l’Enfant  avec le jeune saint Jean, un travail en terre cuite d'Antonio Begarelli, aujourd'hui conservée au Museo Civico d'Arte di Modena.

## Salle des Tapisseries
Les décorations du XVIIIe siècle de la salle des Tapisseries suivent la même idée : exalter les vertus de l'autonomie du pouvoir et municipale. Sur trois murs est illustrée la naissance des pouvoirs municipaux, avec des scènes du traité de Constance et l'hommage que le maire reçoit des dirigeants communautaires de la région.

## Salle des Mariages
Depuis la salle de l’ancien Conseil  une porte mène à la grande salle des mariages : la voûte a été peinte par Francesco Vaccari en 1767.
Sur les murs se trouvent des peintures de Adeodato Malatesta (1806 - 1891), le peintre le plus important de Modène au XIXe siècle.

## Camerino dei confirmati

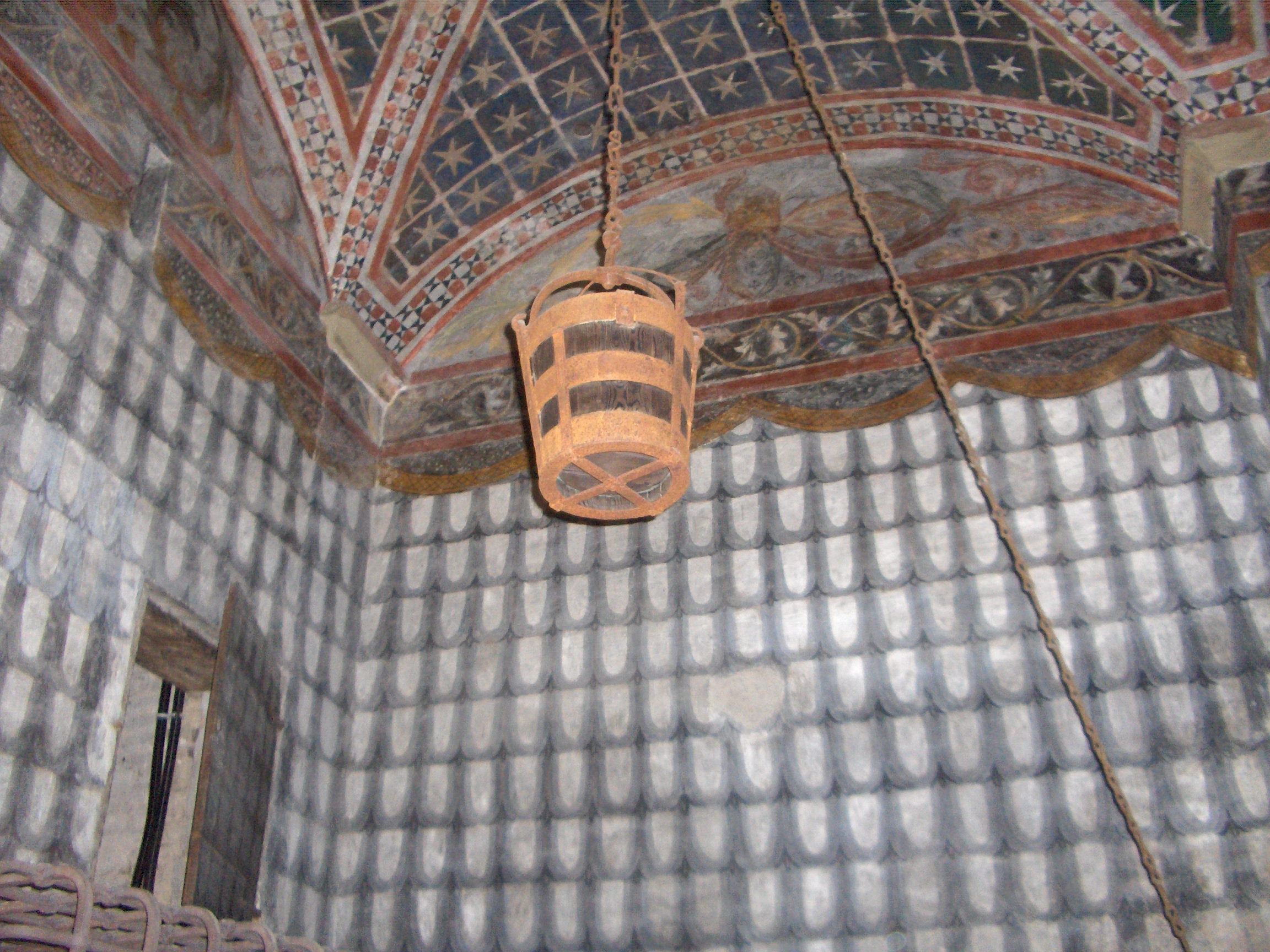
La Secchia Rapita

Dans la petite salle du Camerino dei confirmati, située entre la Sala del Fuoco et la Sala del Vecchio Consiglio, est gardé l'un des symboles de la ville, la « Secchia Rapita », un seau en bois qui semble commun mais qui rappelle glorieuse victoire de Modène contre Bologne en 1325 durant la bataille de Zappolino. Selon une vieille légende les habitants de Modène ont dérobé le seau dans un puits de Bologne, et l'ont ramené à la ville comme un trophée. L'histoire est racontée dans le poème Le seau enlevé d’Alessandro Tassoni.

## Salle du Feu
Le nom provient du fait que, dans la cheminée toujours existante étaient produites les braises, qui étaient offertes aux commerçants ambulants de la rue de la Piazza Grande, pour leur permettre de résister aux rigueurs de l’hiver. La salle est également notable pour son plafond en bois à caissons et les peintures sur les murs, un travail du XVIe siècle de Nicolò Dell'Abate : elles représentent le siège de Modène que Brutus a imposé en 44-43 av. J.-C. pour prendre le pouvoir à Antonio. L'analyse de la décoration picturale, comme d'autres pièces adjacentes, témoigne des efforts des pouvoirs locaux pour soutenir des solides vertus civiques avec des messages d’une forte valeur symbolique. Le thème classique du style Renaissance de Nicolò dell'Abate est en fait une occasion d'exalter la grandeur de l'ancienne Municipium Modène.

## La salle de l’ancien Conseil
À gauche du Camerino dei confirmati s'ouvre la salle du Vieux Conseil, dont le plafond a été décoré par Bartolomeo Schedoni et Nicolò dell'Abate au début du XVIIe siècle pour témoigner de l'exaltation de la bonne gouvernance et de l'amour pour leur pays. 
Les peintures aux couleurs contrastées représentent les épisodes miraculeux de la vie du saint-patron Géminien de Modène ont été peints par Francesco Vellani (1689-1768). Le chef-d’œuvre représente le saint à genoux s’adressant à la Vierge du Rosaire.
Deux autres peintures sont dans la salle : Saint François et l'ange de Nicolò dell'Abate et Saint Jean-Baptiste avec un ange de Bartolomeo Schedoni.